# Massive Entertainment

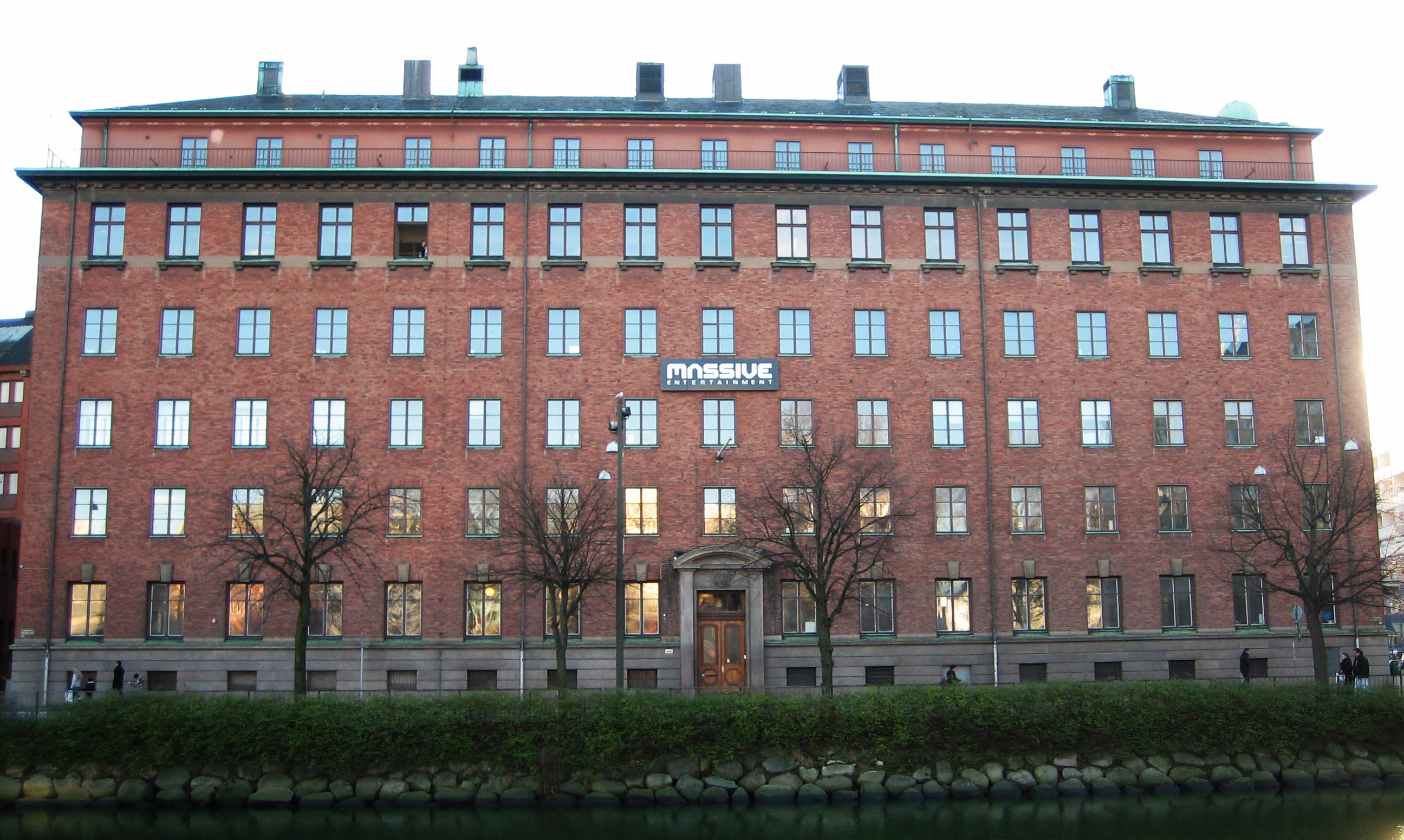
Siedziba studia

Massive Entertainment – szwedzkie studio zajmujące się produkcją gier komputerowych, założone przez Martina Walfisza w 1997 roku w Ronneby. Siedziba studia znajduje się w Malmö.
Studio zadebiutowało wyreżyserowaną przez Walfisza grą strategiczną Ground Control (2000), osadzoną w realiach fantastyki naukowej wizję wojny o Ziemię pomiędzy dwiema frakcjami. Ground Control zebrał bardzo przychylne recenzje, co zachęciło twórców do zaprojektowania jego sequela pod tytułem Ground Control 2: Operation Exodus (2004) autorstwa Henrika Sebringa.
W 2007 roku Massive Entertainment wyprodukowało kolejną grę strategiczną World in Conflict, odzwierciedlającą obawy społeczeństwa czasu zimnej wojny wizję konfliktu zbrojnego między NATO a Układem Warszawskim. World in Conflict, za który odpowiadał Magnus Jansén, został owacyjnie przyjęty przez krytyków. Przyrównywany był pod względem rozmachu do gry Company of Heroes: Kompania Braci autorstwa Relic Entertainment.
W listopadzie 2008 studio zostało przejęte przez Ubisoft. Jego pracownicy uczestniczyli w produkcji takich dzieł Ubisoft Montreal, jak Assassin’s Creed: Revelations (2011) i Far Cry 3 (2013).
W styczniu 2021 zapowiedziano, że studio Massive Entertainment stworzy grę z otwartym światem osadzoną w uniwersum Gwiezdnych wojen. Wydano ją w 2024 jako Star Wars Outlaws. Produkcja ta choć zebrała głównie pozytywne recenzje, nie osiągnęła w pierwszych tygodniach sprzedaży oczekiwanego wyniku komercyjnego, co zaowocowało drastycznymi spadkami wartości akcji Ubisoftu na giełdzie.

## Lista gier
- Ground Control (2000 – PC)
- Ground Control: Dark Conspiracy (2000 – PC)
- Ground Control 2: Operation Exodus (2004 – PC)
- World in Conflict (2007 – PC)
- World in Conflict: Soviet Assault (2009 – PC)
- Assassin’s Creed: Revelations (2011 – PC, PS3, X360)
- Far Cry 3 (2013 – PC, PS3, X360)
- Tom Clancy’s The Division[7] (2016 – PC, PS4, XOne)
- Tom Clancy’s The Division 2 (2019 – PC, PS4, XOne)
- Star Wars Outlaws (2024 – PC, PS5, XSX)